# Rita Ellis
Rita Ellis es una deportista indonesia que compitió en taekwondo. Ganó una medalla de bronce en el Campeonato Asiático de Taekwondo de 1994 en la categoría de –55 kg.

## Palmarés internacional
| Campeonato Asiático | Campeonato Asiático | Campeonato Asiático | Campeonato Asiático |
| Año                 | Lugar               | Medalla             | Categoría           |
| ------------------- | ------------------- | ------------------- | ------------------- |
| 1994                | Manila (Filipinas)  | Medalla de bronce   | –55 kg              |